# ۱۶۰ (پیش از میلاد)
۱۶۰ (پیش از میلاد) ۱۶۰مین سال قبل از تقویم میلادی است.